# Khao Manee
Khao Manee, también conocido como "Ojo de Diamante" es una raza de gatos originarios de Tailandia. El Rey de Tailandia Rama V los criaba, y eran considerados animales que atraían la buena suerte. Pueden llegar a medir 60 cm, y pesan entre 6 y 16 kg.

## Características físicas
Son gatos de tamaño medio, cuerpo compacto, musculoso y ágil. La cabeza es de tamaño medio y cuneiforme, pómulos prominentes, la nariz es recta y con ligero stop. Son de pelaje corto, suave y  absolutamente blanco, lo que al principio les dio el nombre de Khao Plort ("totalmente blanco"). La cola es larga y ancha en la base, va afinándose hacia la punta.
Los ojos son de tamaño medio y ovalados. La heterocromía - Un ojo azulado o grisáceo, y el otro amarillo, marrón, verde o ámbar - son típicos de la raza.
Las orejas son medianas, bien separadas, anchas en la base y de puntas redondeadas.
Las patas son largas y los pies ovalados y de tamaño medio.

## Otras características
Suelen nacer parcial o completamente sordos por asuntos genéticos. Esto no significa que todos los de esta raza sean sordos; de hecho, se dice que cada vez menos ejemplares de esta raza nacen con esta característica. Debido a que la mayoría lo son, una forma de jugar con ellos es con objetos brillantes (láseres, juguetes que reflejen luz, etc) y no suelen ser animales nerviosos, exceptuando casos en que se le haya creado algún trauma al gato.
Les encanta maullar. Lo hacen de forma continua sobre todo al pedir cariño o comida, además suelen tener rosa en la parte de las cejas hasta las orejas,como algún tipo de sombra o maquillaje.